# 市川雷藏 (第八代)
第八代市川雷藏（日语：／ Hachidaime Ichikawa Raizō，（1931年8月29日—1969年7月17日）），是日本的男性歌舞伎演員，電影演員、劇場演員。本名太田吉哉。

## 生平
出生於京都，6個月大時被市川九團次（第三代）收養，15歳時改名為市川莚蔵，年少時成為歌舞伎演員，初次登上舞台。1951年時又被市川壽海（第三代）收養，又更名為市川雷藏。雷藏在歌舞伎的演出不慎看好，不久退出歌舞伎，1954年轉行成為電影演員。
1955年出演「新平家物語」被受到矚目，1959年電影『炎上』更是獲得影界好評、得到電影旬報最佳男主角獎、藍絲帶獎最佳男主角獎。1960年代和勝新太郎成為大映電影公司的明星演員，從影期間與知名導演市川崑合作甚久，出演了「大菩薩嶺」3集、「眠狂四郎」12集、「陸軍中野學校」等許多膾炙人口佳作，1962年與大映公司社長永田雅一的養女太田雅子結婚。
1968年6月罹患直腸癌並進行手術，之後隔年7月因癌細胞擴散至肝臟，再次住院，最後因肝癌逝世，享年37歲。
2009年角川映畫為了紀念雷藏，在東京新宿舉辦了「大雷藏祭」將雷藏所演出的100部經典電影重新上映，一直到2010年2月。

## 重要電影作品
| 公開年 | 公開日   | 作品                    | 編劇                                | 導演       |
| ------ | -------- | ----------------------- | ----------------------------------- | ---------- |
| 1954年 | 8月25日  | 花之白虎隊              | 八尋不二                            | 田坂勝彥   |
| 1955年 | 9月21日  | 新平家物語              | 依田義賢 成沢昌茂 辻久一            | 溝口健二   |
| 1956年 | 8月14日  | 錢形平次捕物控 人肌蜘蛛 | 小國英雄                            | 森一生     |
| 1956年 | 12月28日 | 編笠權八                | 松村正溫                            | 三隅研次   |
| 1957年 | 3月6日   | 大阪物語                | 依田義賢                            | 吉村公三郎 |
| 1957年 | 8月6日   | 萬五郎天狗              | 土屋欣三                            | 森一生     |
| 1957年 | 9月29日  | 鳴門秘帖                | 衣笠貞之助 犬塚稔                   | 衣笠貞之助 |
| 1957年 | 12月15日 | 桃太郎武士              | 八尋不二                            | 三隅研次   |
| 1958年 | 4月1日   | 忠臣藏                  | 渡邊邦男 八尋不二 民門敏雄 松村正溫 | 渡邊邦男   |
| 1958年 | 8月3日   | 人肌孔雀                | 松村正溫                            | 森一生     |
| 1958年 | 8月19日  | 炎上                    | 和田夏十 長谷部慶治                 | 市川崑     |
| 1958年 | 10月1日  | 日蓮與蒙古大來襲        | 八尋不二 渡邊邦男                   | 渡邊邦男   |
| 1958年 | 11月29日 | 辯天小僧                | 八尋不二                            | 伊藤大輔   |
| 1959年 | 5月20日  | 千羽鶴秘帖              | 八尋不二                            | 三隅研次   |
| 1959年 | 6月3日   | 次郎長富士              | 八尋不二                            | 森一生     |
| 1959年 | 11月22日 | 薄櫻記                  | 伊藤大輔                            | 森一生     |
| 1959年 | 12月27日 | 初春狸御殿              | 木村惠吾                            | 木村惠吾   |
| 1960年 | 1月3日   | 兩個武藏                | 渡邊邦男 吉田哲郎                   | 渡邊邦男   |
| 1960年 | 4月6日   | 幽靈小判                | 松村正溫                            | 井上昭     |
| 1960年 | 4月27日  | 大江山酒天童子          | 八尋不二                            | 田中德三   |
| 1960年 | 8月9日   | 安珍與清姫              | 小國英雄                            | 島耕二     |
| 1960年 | 10月18日 | 大菩薩嶺                | 衣笠貞之助                          | 三隅研次   |
| 1960年 | 12月27日 | 大菩薩嶺 龍神之卷       | 衣笠貞之助                          | 三隅研次   |
| 1961年 | 3月21日  | 好色一代男              | 白坂依志夫                          | 增村保造   |
| 1961年 | 5月17日  | 大菩薩嶺 完結篇         | 衣笠貞之助                          | 森一生     |
| 1961年 | 6月14日  | 沓掛時次郎              | 宇野正男 松村正溫                   | 池廣一夫   |
| 1961年 | 7月12日  | 水戸黄門渡海記          | 川内康範 杜松吉                     | 渡邊邦男   |
| 1961年 | 10月14日 | 新源氏物語              | 八尋不二                            | 森一生     |
| 1961年 | 11月1日  | 釋迦傳                  | 八尋不二                            | 三隅研次   |
| 1962年 | 1月3日   | 女人與三個惡人          | 井上梅次                            | 井上梅次   |
| 1962年 | 2月21日  | 婦系圖                  | 依田義賢                            | 三隅研次   |
| 1962年 | 4月6日   | 破戒                    | 和田夏十                            | 市川崑     |
| 1962年 | 5月27日  | 中山七里                | 宇野正男 松村正溫                   | 池廣一夫   |
| 1962年 | 7月1日   | 斬                      | 新藤兼人                            | 三隅研次   |
| 1962年 | 8月12日  | 長脇差忠臣藏            | 八尋不二 渡邊邦男                   | 渡邊邦男   |
| 1962年 | 9月16日  | 賭注之劍                | 八尋不二 淺井昭三郎                 | 田中德三   |
| 1962年 | 9月30日  | 殺陣師段平              | 黑澤明                              | 瑞穗春海   |
| 1962年 | 11月1日  | 秦·始皇帝               | 八尋不二                            | 田中重雄   |
| 1962年 | 12月1日  | 忍者                    | 高岩肇                              | 山本薩夫   |
| 1963年 | 1月3日   | 新選組始末記            | 星川清司                            | 三隅研次   |
| 1963年 | 1月13日  | 雪之丞變化              | 伊藤大輔 衣笠貞之助 和田夏十        | 市川崑     |
| 1963年 | 3月1日   | 影子斬                  | 小國英雄                            | 池廣一夫   |
| 1963年 | 4月21日  | 第三位影武者            | 星川清司                            | 井上梅次   |
| 1963年 | 5月29日  | 手討                    | 八尋不二                            | 田中德三   |
| 1963年 | 8月10日  | 忍者續集                | 高岩肇                              | 山本薩夫   |
| 1963年 | 10月5日  | 妖僧                    | 衣笠貞之助 相良準三                 | 衣笠貞之助 |
| 1963年 | 11月2日  | 眠狂四郎殺法帖          | 星川清司                            | 田中德三   |
| 1964年 | 1月9日   | 眠狂四郎勝負            | 星川清司                            | 三隅研次   |
| 1964年 | 3月14日  | 劍                      | 舟橋和郎                            | 三隅研次   |
| 1964年 | 5月23日  | 眠狂四郎圓月斬          | 星川清司                            | 安田公義   |
| 1964年 | 7月11日  | 忍者・霧隱才藏          | 高岩肇                              | 田中德三   |
| 1964年 | 8月8日   | 無宿者                  | 星川清司                            | 三隅研次   |
| 1964年 | 10月17日 | 眠狂四郎女妖劍          | 星川清司                            | 池廣一夫   |
| 1964年 | 12月30日 | 忍者・霧隱才藏續集      | 高岩肇                              | 池廣一夫   |
| 1965年 | 1月13日  | 眠狂四郎炎情劍          | 星川清司                            | 三隅研次   |
| 1965年 | 2月20日  | 赤色手裡劍              | 高岩肇 野上龍雄                     | 田中德三   |
| 1965年 | 3月13日  | 若親分                  | 高岩肇 淺井昭三郎                   | 池廣一夫   |
| 1965年 | 5月1日   | 眠狂四郎魔性劍          | 星川清司                            | 安田公義   |
| 1965年 | 6月12日  | 忍者・伊賀屋敷          | 直居欽哉 服部佳                     | 森一生     |
| 1965年 | 8月14日  | 若親分出獄              | 淺井昭三郎 篠原吉之助               | 池廣一夫   |
| 1965年 | 8月18日  | 新鞍馬天狗              | 相良準三 淺井昭三郎                 | 安田公義   |
| 1965年 | 10月16日 | 劍鬼                    | 星川清司                            | 三隅研次   |
| 1965年 | 11月27日 | 新鞍馬天狗 五條坂決鬥   | 八尋不二                            | 黑田義之   |
| 1966年 | 1月1日   | 若親分喧嘩狀            | 高岩肇                              | 池廣一夫   |
| 1966年 | 2月12日  | 忍者・新霧隱才藏        | 高岩肇                              | 森一生     |
| 1966年 | 2月12日  | 眠狂四郎多情劍          | 星川清司                            | 井上昭     |
| 1966年 | 5月3日   | 若親分乗り込む          | 淺井昭三郎                          | 井上昭     |
| 1966年 | 6月4日   | 陸軍中野學校            | 星川清司                            | 增村保造   |
| 1966年 | 7月2日   | 大殺陣雄呂血            | 星川清司 中村務                     | 田中德三   |
| 1966年 | 9月3日   | 若親分あばれ飛車        | 高岩肇                              | 田中重雄   |
| 1966年 | 9月17日  | 陸軍中野學校 雲一號指令 | 長谷川公之                          | 森一生     |
| 1966年 | 11月9日  | 眠狂四郎無賴劍          | 伊藤大輔                            | 三隅研次   |
| 1966年 | 12月10日 | 新書·忍者               | 高岩肇                              | 池廣一夫   |
| 1967年 | 1月3日   | 陸軍中野學校 龍三號指令 | 長谷川公之                          | 田中德三   |
| 1967年 | 2月11日  | 若親分を消せ            | 淺井昭三郎                          | 中西忠三   |
| 1967年 | 4月29日  | 殺手故事                | 石松愛弘 增村保造                   | 森一生     |
| 1967年 | 6月17日  | 陸軍中野學校 密命       | 舟橋和郎                            | 井上昭     |
| 1967年 | 7月15日  | 眠狂四郎無賴控 魔性之肌 | 高岩肇                              | 池廣一夫   |
| 1967年 | 8月12日  | 若親分兇狀旅            | 高岩肇                              | 森一生     |
| 1967年 | 10月20日 | 華岡青洲之妻            | 新藤兼人                            | 增村保造   |
| 1967年 | 12月2日  | 殺手故事之關鍵          | 小瀧光郎                            | 森一生     |
| 1967年 | 12月30日 | 若親分千兩肌            | 直居欽哉                            | 池廣一夫   |
| 1968年 | 1月13日  | 眠狂四郎女地獄          | 高岩肇                              | 田中德三   |
| 1968年 | 3月9日   | 陸軍中野學校 開戰前夜   | 長谷川公之                          | 井上昭     |
| 1968年 | 4月20日  | 孤狼行                  | 直居欽哉                            | 池廣一夫   |
| 1968年 | 5月1日   | 眠狂四郎人肌蜘蛛        | 星川清司                            | 安田公義   |
| 1969年 | 1月11日  | 眠狂四郎惡女狩獵        | 高岩肇 宮川一郎                     | 池廣一夫   |
| 1969年 | 2月12日  | 賭徒一代之不動血祭      | 高田宏治                            | 安田公義   |

## 外部連結
- 市川雷蔵没后40年特別企画 大雷蔵祭的振返 （日語）
- 市川雷蔵 （页面存档备份，存于） （日語）
- 市川雷蔵[永久] （日語）
- 市川雷蔵 （页面存档备份，存于） （日語）